# Довганич, Иван Иванович
Иван Иванович Довганич (укр. Іван Іванович Довганич; род. 21 сентября 1971, с. Великая Копаня) — украинский дипломат. Чрезвычайный и Полномочный Посол Украины в Ираке с 21 июня 2024 года.

## Биография
Родился 21 сентября 1971 года в селе Великая Копаня Виноградовского района на Закарпатье.
Учился на историческом факультете Киевского педагогического института им. А. М. Горького (ныне Национальный педагогический университет имени М. П. Драгоманова) и в Национальной академии государственного управления при президенте Украины.
С 2007 по 2008 год — временный поверенный в делах Украины в Ираке.
С 9 июня 2008 по 5 февраля 2010 года — Чрезвычайный и Полномочный Посол Украины в Социалистической Республике Вьетнам.
С 3 июня 2009 по 5 февраля 2010 года — Чрезвычайный и Полномочный Посол Украины в Королевстве Камбоджа по совместительству.
С 2010 года — Директор Департамента международного сотрудничества Федерации работодателей Украины. Член Правления Общества «Украина-Вьетнам».
С 21 июня 2024 года — Чрезвычайный и Полномочный Посол Украины в Республике Ирак. 24 ноября 2024 года Довганич вручил верительные грамоты президенту Ирака Абдулу Латифу Рашиду.
Автор серии книг под псевдонимом Дед Свирид.